# 阿維拉 (印地安納州)
阿維拉（英語：Avilla）是一個位於美國印地安納州諾布爾縣的城鎮。

## 人口
根據2010年美國人口普查的數據，阿維拉的面積為4.42平方千米，當中陸地面積為4.42平方千米，而水域面積為0.00平方千米。當地共有人口2401人，而人口密度為每平方千米543人。